# Kyle Bailey (chính khách)
Kyle Bailey là một chính khách người Mỹ, người được bầu vào Hạ viện Maine vào năm 2020. Ông sẽ đại diện cho khu vực 27 với tư cách là thành viên của Đảng Dân chủ Maine.
Ông kết hôn với Andrew McLean, người trước ông là đại diện của Khu vực 27 cho đến khi hết nhiệm kỳ vào năm 2020.